# Генерални конзулат Румуније
Генерални конзулат Румуније у Вршцу (рум. Consulatul General al României la Vârșeț) је генерални конзулат Румуније у Србији отворен 2005. године.  Александру Мурешан је генерални конзул. 